# جيمس تيل
جيمس تيل (بالإنجليزية: James Till) (و. 1931  م) هو طبيب، وأستاذ جامعي كندي، ولد في لويدمنستر، وهو عضوٌ في الجمعية الملكية. تعلم في جامعة ساسكاتشوان.

## جوائز
حصل على جوائز منها:
- جائزة ألبرت لاسكر للأبحاث الطبية الأساسية (2005)[4]
- قاعة مشاهير الطب الكنديين (2004)[5]
- جائزة مؤسسة غيردنر الدولية (1969)
- وسام أونتاريو
- زميل في الجمعية الملكية
- ضابط وسام كندا
- زمالة الجمعية الملكية الكندية.